# Territ becplaner
El territ becplaner (Calidris pygmea) és una espècie d'ocell de la família dels escolopàcids (Scolopacidae) que alguns autors han considerat l'única espècie del gènere Eurynorhynchus (Nilsson, 1821). En estiu habita vores pedregoses de les penínsules de Txukotka i Kamtxatka. En hivern viuen en aiguamolls i platges de l'Àsia meridional. És una de les cent espècies més amenaçades: el 2012 només en quedaven un centenar.